# Rathan
Rathan je rybník o rozloze 16,5 ha v katastru města Náměšť nad Oslavou. 

## Historie
V roce 1885 byl dle výzkumů Václava Čapka, zbýšovského rodáka a ornitologa, rybník bez porostů. Břehy byly plné štěrku a v okolí rozsáhlá louka. Až později vznikal podél rybníka lem ze zblochanu vodního a ostřic. V té době byl rybník daleko od zástavby v Náměšti nad Oslavou a byl obklopen pouze polní cestou. Díky tomu zde našli útočiště při svém tahu bahňáci, např. vodouš rudonohý 
V roce 1956 se začala stavět nová část státní silnice do Třebíče. Tato vede podél jižní strany rybníka. V té době se začala stavět i železniční vlečka k novému letišti u Sedlce. S tímto rozvojem je spojena výstavba sídliště směrem k rybníku právě pro důstojníky letiště. Tyto záměry měly vliv na výskyt ptactva – přestali se zde koncentrovat bahňáci na jarním tahu. 
Zásahy v 80. letech 20. století přinesly další změny. V roce 1981 byl prohlouben a zčásti zatrubněn bezejmenný přítok do rybníka. V okolí přítoku byly vykáceny keře a stromy. V roce 1984 došlo k poruše na výpustním potrubí a k prolomení hráze v důsledku jejího nedostatečného zhutnění. Rok 1985 se nesl v duchu prací na propusti a na úpravě břehů, které byly zorány a urovnány. Zůstaly tak bez porostu. Zbytky porostů zůstaly pouze u přítoku. Všechny tyto úpravy měly za následek, že ptactvo rybník již nevyhledávalo. Pouze zde hnízdilo jen několik párů lysky černé.
V roce 2018 vyšla studie o tom, že voda v rybníku je vhodná k rekreačnímu koupání. V roce 2019 byly rekonstruovány záchody a občerstvení u rybníka. V roce 2020 byla opět otestována voda a bylo konstatováno, že voda v rybníce je vhodná ke koupání. Nově budou u rybníka instalovány herní prvky pro děti a také byl vybrán nový provozovatel občerstvení.

## Galerie

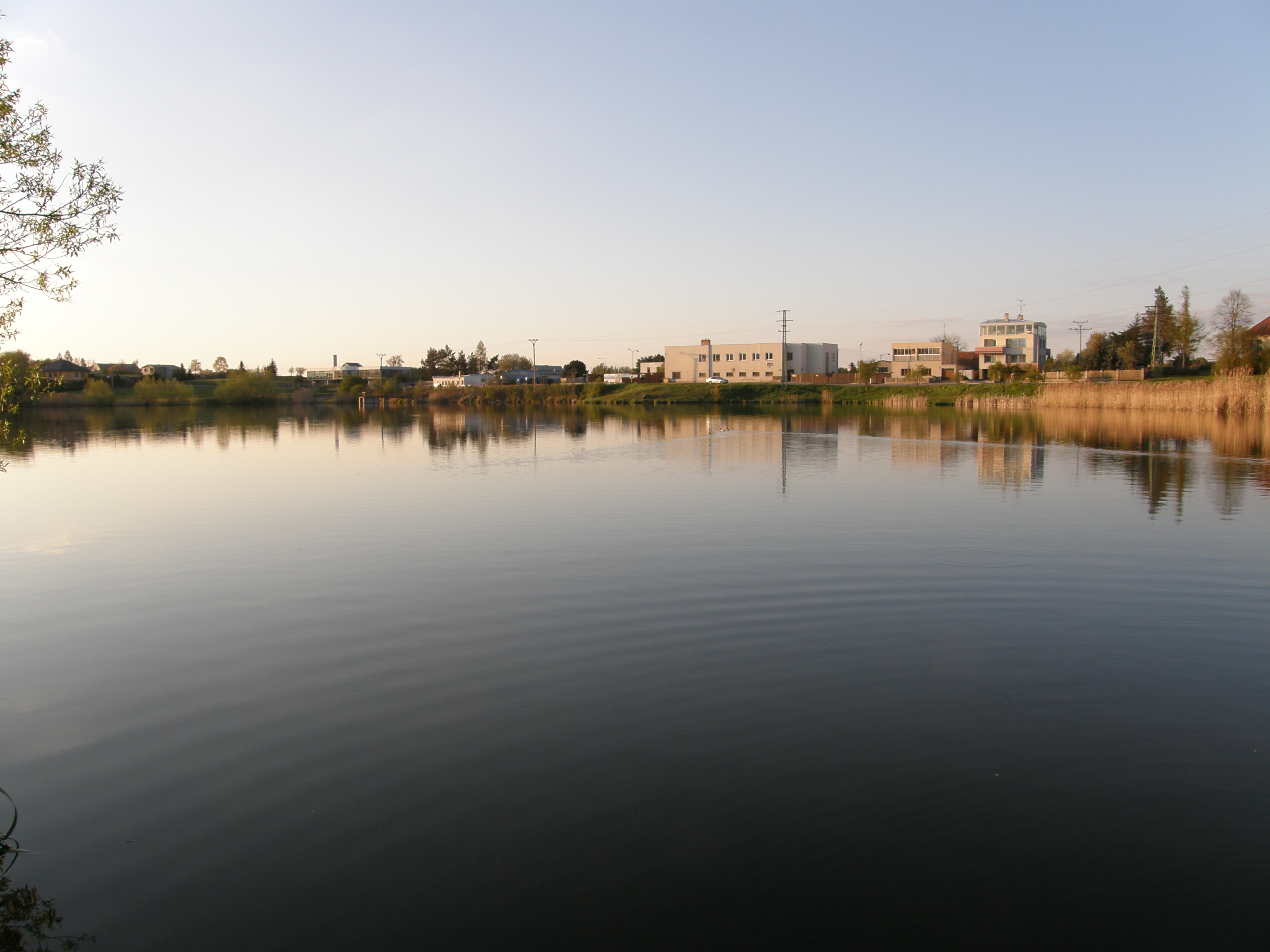
Vodní plocha
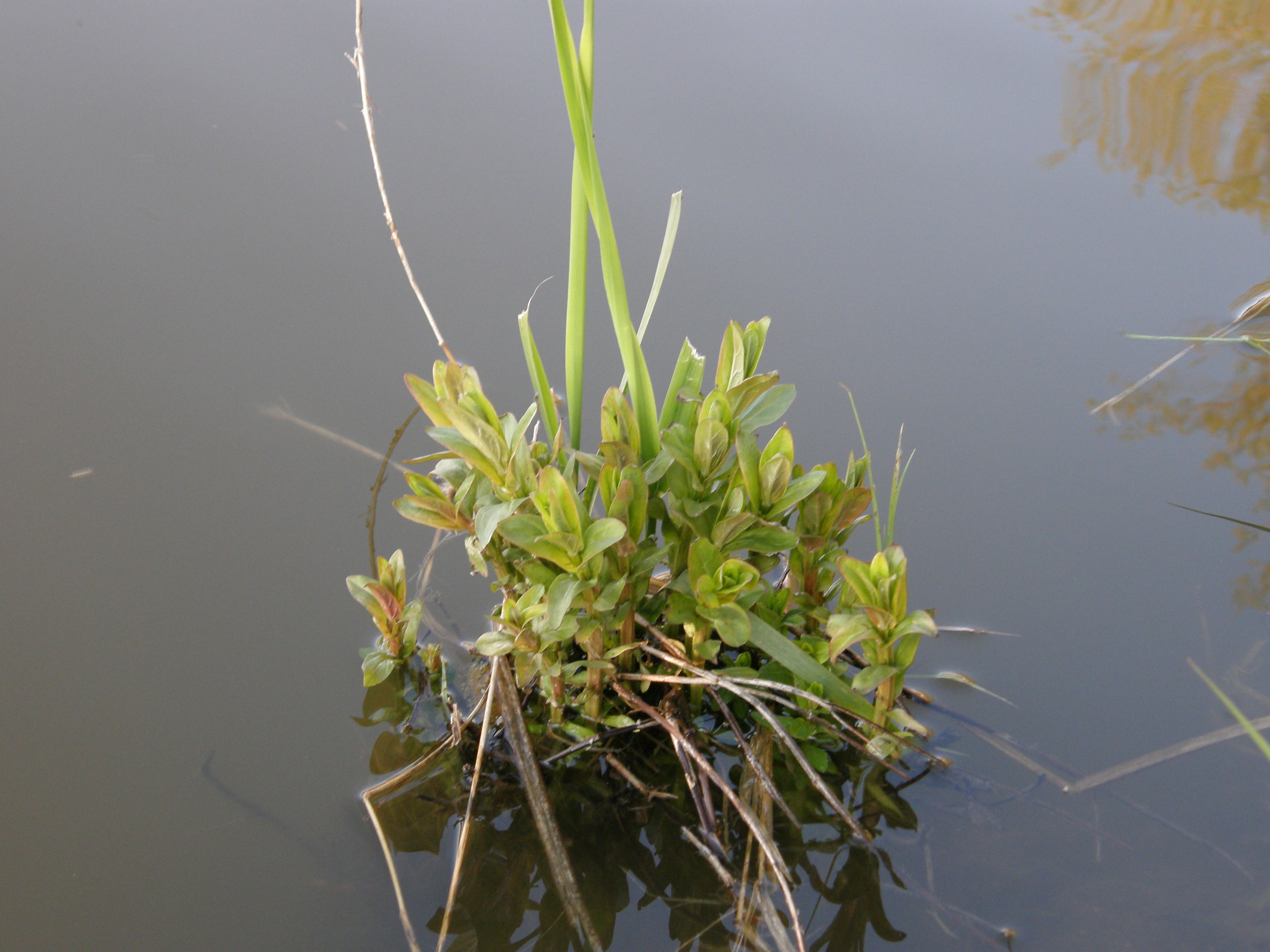
Vodní rostliny
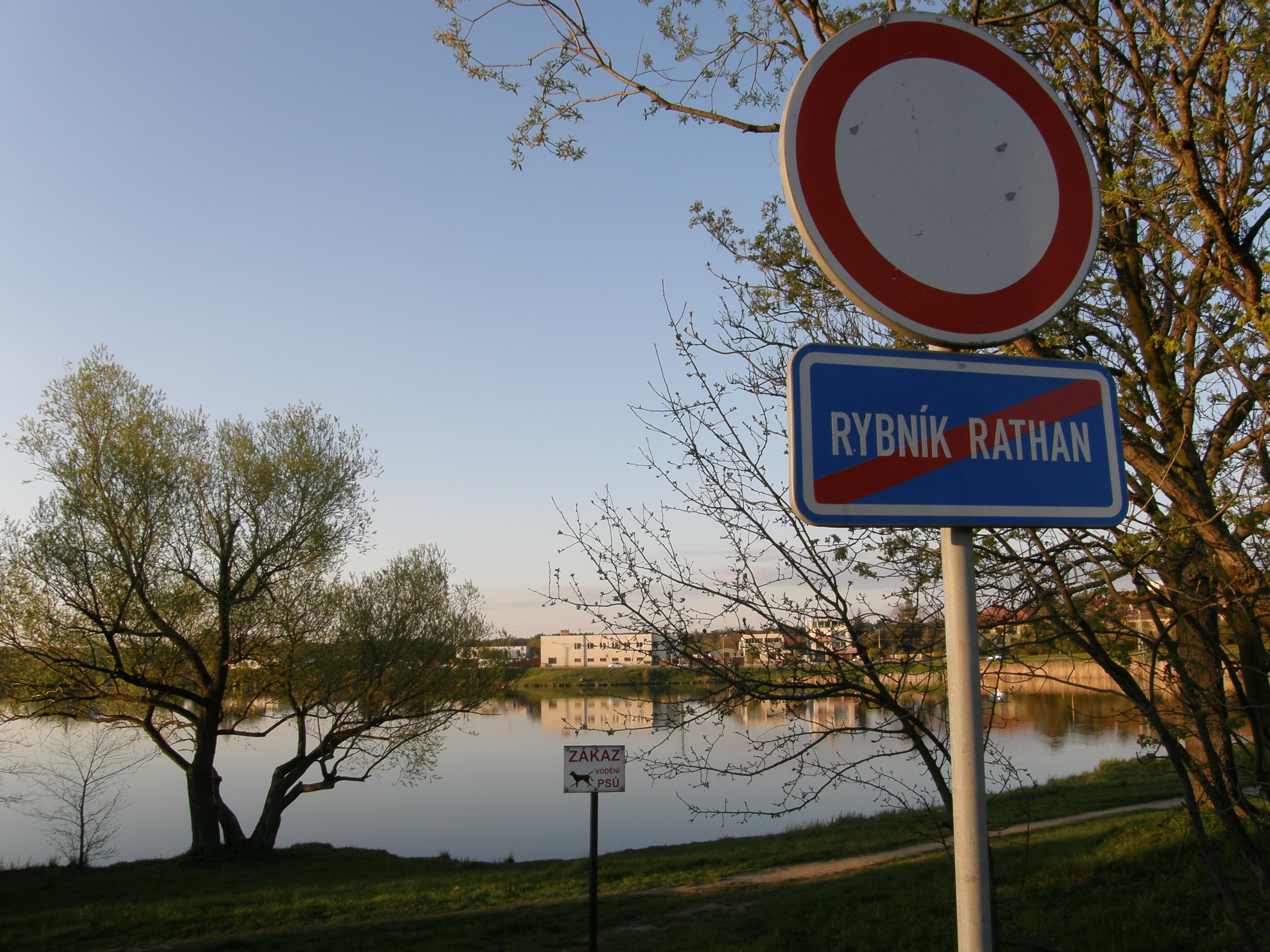
Značky na břehu